# Davorin Trstenjak
Davorin Trstenjak, slovenski rimskokatoliški duhovnik, pedagog, pisatelj, etimolog in zgodovinar, * 8. november 1817, Kraljevci, † 2. februar 1890, Stari trg pri Slovenj Gradcu.

## Življenjepis
Rodil se je kot Martin Trstenjak v kmečki družini očetu Antonu in materi Mariji (rojena Korošak). Trstenjak je v Gradcu študiral teologijo in bil 1844 posvečen. Kot kaplan je med drugim služboval v Slivnici pri Mariboru ter od 1850 do 1861 v Mariboru, kjer je bil tudi katehet in učitelj na slovenski gimnaziji, zaradi zavzemanja za večji delež slovenščine pri pouku pa je bil odpuščen. Po odpustitvi iz gimnazije je od 1861 do smrti služboval kot župnik najprej v Šentjurju nato med leti 1868 - 1879 na Ponikvi in nazadnje v Starem trgu pri Slovenj Gradcu.
Trstenjak se je v narodno gibanje vključil že v Gradcu. Leta 1848 je bil med najbolj vnetimi sodelavci graške Slovenije pri oblikovanju slovenskega narodnega programa. Šolajoče se slovenske razumnike je vzgajal v narodnem duhu, se potegoval za slovensko gledališče in književnost, sam pa pisal humorisrična, satirična in novelistična besedila.
Že med službovanjem v Mariboru je Trstenjak zasnoval leposlovni list Zora, ki je nato izhajal od leta 1872 do 1878 in imel tudi znanstveno prilogo Vestnik. Sam je pisal članke o zgodovini in položaju Slovencev, v podlistkih pa je objavljal spomine (Prineski k zgodovini dušnega prerojenja Slovencev na Štajerskem). Leta 1872 je spodbudil ustanovitev slovenskega pisateljskega društva.

## Dela
- Kdo so bili Ambidravi, in kdo je sozidal starodavni mesti Virunum in Teurnia Kelti ali Venedi? V Celovcu : J. Leon, 1853
- Mesec Marije, ali častenje presvete device Marije skoz eden celi mesec z vsakdanjimi premišljevanji, molitvami in izgledi iz živlenja svetnikov, ter z molitvami v jutro, večer, pri sv. maši, za spoved ino sv. obhajilo, kak tudi s kratkim opisom naj imenitnejših Marijinih svetstev, katere slovenski romarji obiskavajo. U Gradcu: J. Sirolla, 1856
- Pannonica: spomeniški listi. Samozal. D. Trstenjak, 1887
- Weriand de Graz: zgodovinsko-rodoslovna razprava. V Celovci : pisatelj, 1884
- Triglav, mythologično raziskavanje. Samozal. D. Trstenjak, 1870
- Slovanščina v romanščini. [Ponikva]: pisatelj, 1878